# Hermann Weissenborn
Pour les articles homonymes, voir Weissenborn.
Hermann Weissenborn, né à Berlin (Empire allemand) le 10 septembre 1876 et mort le 20 novembre 1959, est un artiste lyrique de tessiture baryton et professeur de chant allemand.

## Biographie
De 1919 à sa mort, Hermann Weissenborn a dirigé une classe vocale à la Haute école de musique de Berlin où il a eu comme élèves des artistes de premier plan comme Joseph Schmidt, Dietrich Fischer-Dieskau ou Marga Höffgen.